# 菊川市立堀之内小学校
菊川市立堀之内小学校（きくがわしりつ ほりのうち しょうがっこう）は、静岡県菊川市にある市立小学校。「堀小」（ほりしょう）と略される。所在地は静岡県菊川市西方2140番地。
校章はホタルをモチーフにしたもの。中国の故事蛍雪の功の逸話をもとにして1910年（明治43年）に教諭の漢人廣吉が考案した。

## 概要
2017年4月1日現在
- 児童数：383名
- 学級数：16（一般学級14、特別支援学級2）
- 文部科学省 学校コード：B122210003591

かつては合併前の旧菊川町で最も児童数の多い小学校であったが、静岡県営青葉台団地の完成により六郷小学校のほうが児童数が多くなり、その後も郊外の開発の進展と中心市街地再開発の長期化、少子化の進展により、児童数は減少傾向にある。

## 沿革
- 1873年（明治6年）7月5日 ‐ 学区制により、西方村（洞源院）、堀之内村（報恩寺）、加茂村（大頭龍神社）、友田村（妙照寺）に西方学校（堀之内村以下は分校）を設置する。
- 1881年（明治14年）5月 ‐ 学区変更により、半済学校が川村学校に改称。西方学校堀之内分校を川村学校報恩寺部（川村北学校）とする。
- 1886年（明治19年）2月 ‐ 校舎をめぐる堀之内村と本所村の対立により、川村北学校から本所村が離脱。
- 1889年（明治22年）4月 ‐ 町村制の施行により西方村と堀之内村が合併し、静岡県城東郡西方村となる。西方と堀之内の学校を統合し、西方村沢田字馬場4500番地（現・山西茶農協）に西方尋常小学校を設置する。
- 1896年（明治29年）12月12日 ‐ 西方村堀之内字古井戸105番地（後の白松病院）に堀之内尋常小学校を設置し、2校体制を確立する。（ただし明治31年の校舎完成までは報恩寺を仮校舎とする）
- 1898年（明治31年） ‐ 西方村、六郷村、加茂村が学校組合を組織し、六郷村打上に学校組合立高等小学校を設置する。
- 1907年（明治40年） ‐ 小学校令の改正により、高等小学校は尋常小学校に付設される。
- 1910年（明治43年）4月13日 ‐ 西方、堀之内の両尋常小学校を廃し、西方村字山崎前2140番地（現在地）に西方尋常高等小学校を設置する。
- 1923年（大正12年）1月1日 ‐ 西方村が町制を施行し堀之内町となったため、堀之内尋常高等小学校に改称する。
- 1941年（昭和16年）2月28日 ‐ 国民学校令により堀之内国民学校に改称する。
- 1947年（昭和22年）4月1日 ‐ 学制改革により、堀之内町立堀之内小学校に改称する。
- 1954年（昭和29年）1月1日 ‐ 堀之内町、六郷村、加茂村、内田村、横地村が合併し菊川町となったため、菊川町立菊川北小学校に改称する。
- 1955年（昭和30年）3月28日 ‐ 河城村が菊川町に編入。菊川町立堀之内小学校に改称する。
- 1979年（昭和54年）12月15日 ‐ 鉄筋コンクリート造4階建の現校舎落成。「はばたく」像除幕式。
- 2005年（平成17年）1月17日 ‐ 菊川町と小笠町が合併し菊川市となったため、菊川市立堀之内小学校に改称する。

## 校歌・応援歌
堀之内小学校百年誌（1979年（昭和54年）12月13日発行）より。一部は現在では使われていない可能性がある。
- 菊川市立堀之内小学校校歌
  - 制定年月日：1963年（昭和38年）2月12日
  - 作詞：後藤一日
  - 補作：桑高房治
  - 作曲：渡辺浦人
- 第一応援歌
「滝の谷の南 高田の北に」との歌い出しから始まり、地域コミュニティ協議会の主催するふるさと学校「たきのやのみなみの学校」の名称の由来ともなっている[1]。滝の谷とは当校の北に位置する仏教寺院の滝之谷法印（永寳寺）、高田は高田が丘と呼ばれる小高い丘のことである。
- 第二応援歌

第一および第二応援歌は、平成の初期まで運動会などで歌われ、卒業アルバムにも歌詞が掲載されていたが、歌詞に「健男児」（健康な男児の意味）という言葉が含まれるため、ジェンダー平等の観点、および障害児、病弱児の権利保護の観点から、公式の場では歌われなくなった。
- 優勝歌
- 鉄路にそいて（ねんげの山）
「ねんげの山」とは、堀小から東海道本線の線路を隔てた南側にある拈華山正法寺とその裏山のことであり、ここには松下長則（松下嘉兵衛）が建立し、徳川家康が諏訪原城攻めの際に利用した連郭式平山城、堀田城（別名・松下城）の遺跡と堀田神社がある。所在地は菊川市西方字堀田小字松下。

## 校区
菊川市の中心市街地から北西部にかけての旧堀之内町（旧西方村、旧堀之内村）を校区とする。
菊川市の自治会名では以下に示す通り。
西方地区
- 公文名
- 沢田
- 島川
- 田ヶ谷
- 堀田上
- 堀田下
- 堀之内

町部地区
- 本通り上
- 本通り下
- 西通り
- 新通
- 初咲町

- 日之出町一丁目
- 日吉町
- 宮前
- 緑ヶ丘
- 柳町

※ 区画整理に伴い、かつての一丁目～四丁目は本通り上と本通り下に再編、東町と栄町（東栄町）は新通に統合された。

## 進学先
- 静岡大学教育学部附属島田中学校、常葉学園菊川中学校・高等学校や他の私立中学校などを受験しない場合、柳町（柳一丁目～柳三丁目）の児童は菊川市立菊川東中学校に、ほかの児童は菊川市立菊川西中学校に進学する。

## その他
- クラス名は宝塚歌劇団にちなんだ月組、雪組、星組（星組は2022年度現2、3、6年のみ）がつけられている（1年月組のように）。なお花組は過去には一般学級のクラス名であったが、現在では特別支援学級のクラス名となっている。
- 登校には、自治会ごとに上級生がリーダーとなって下級生を学校まで安全に登校させる、集団登校が行われている。
- 正門の向かいには学用品や駄菓子などを販売するふじやという店があり、登下校時に立ち寄る児童の姿もみられる。以前この店は正門の左側にあったが、校地拡張に伴い正門向かいに移転した。
- 中心市街地を校区に含むが学校は郊外に位置するため、中心市街地からの通学は比較的長距離になる。これは明治22年に西方村と堀之内村が合併した際、役場を堀之内へ建設することと引き替えに、西方に学校を建設したため。
- 正門左側（南側）には水車小屋がある。老朽化により一時期撤去されたが、2006年2月に復活した。

## 著名な出身者
- 榛葉賀津也（参議院議員）